# (2788) Andenne
Pour les articles homonymes, voir Andenne (homonymie).
(2788) Andenne est un astéroïde de la ceinture principale découvert le 1er mars 1981 à l'observatoire de La Silla par l'astronome belge Henri Debehogne et l'astronome italien Giovanni de Sanctis. Sa désignation provisoire était 1981 EL.
Il doit son nom à la ville d'Andenne en Belgique.